# Fox Television Stations
Fox Television Stations, LLC (FTS, hay  Fox Television Stations Group,LLC.), là một nhóm của đài truyền hình nằm trong vòng Hoa Kỳ, mà là thuộc sở hữu và vận hành bởi chính  Công ty Truyền thông Foxn, một chi nhánh của các Tập đoàn Giải trí Fox, một phần của 21st Century Fox.
FTS sản xuất đầu tiên 25 mùa của chương trình COPS của Fox (qua  Fox Television Stations Productions), cho đến khi nó được chuyển đến Spike (bây giờ Paramount Networks) trong mùa 2013-14. Nó cũng giám sát dịch vụ  MyNetworkTV  và có một nửa suất trong mạng kỹ thuật số subchannel  Movies!, được chia sẻ với Weigel Broadcasting.

## Đơn vị
- 28 trạm
- Fox Television Stations Productions
- MyNetworkTV
- Movies!  (Liên doanh với Weigel Broadcasting)

## Trạm phát
Trạm được sắp xếp theo thứ tự chữ cái bang và thành phố

### Hiện tại
Ghi chú:
- (**) – Indicates an original Fox-owned station from the network's inception in 1986.
- (++) – Indicates a station owned by New World Communications prior to its acquisition by News Corporation in 1997.
- (¤¤) – Indicates a station owned by Chris-Craft Industries/BHC prior to its acquisition by News Corporation in 2001.

### Cũ
Ghi chú khác:
- 1 WCVB-TV was included in the original sale of the Metromedia stations to News Corporation, but was spun off in a separate, concurrent deal to the Hearst Corporation as part of a right of first refusal related to that station's 1982 acquisition by Metromedia.
- On a side note, in between the events of Fox acquiring its original charter affiliates and the New World affiliation agreement, only KDVR, KTVU, WFXT, WTXF, KSTU, WOFL and WOGX were already affiliated with Fox when they were acquired by Fox in future acquisitions.

## Liên kết
- Official Website[liên kết hỏng]